# Lind
Lind (Tilia cordata Mill., även kallad skogslind) är ett ädellövträd inom släktet lindar och familjen malvaväxter.

## Historik
När ädellövträden invandrade i södra Skandinavien 7 000–6 700 f.Kr. hade linden, med sina begränsade krav på växtförhållanden, inga svårigheter att konkurrera med den befintliga trädfloran, huvudsakligen asp, björk och tall. Under den varmare period som inträffade 6 000–3 000 f.Kr. kunde linden sprida sig upp till södra Norrland och blev i de sydligare delarna av landet ett dominerande trädslag. Under det kallare skede som sedan följde drog sig linden tillbaka men kan i dag åter påträffas upp till Norrlandsgränsen.

## Utseende
Som fristående träd har en fullvuxen lind en vid och rundad krona. Trädet kan bli upp till 20 m högt och mycket gammalt.
Bladen är 3–6 cm[källa behövs], hjärtformade (därav artepitetet cordata = hjärtformad) och en aning asymmetriska, kala på ovansidan och på undersidan försedda med rostfärgade hårtofsar i nervvinklarna. Färgen på tofsarna skiljer arten från andra lindar.[källa behövs] Bladskaften är kala.
Blommorna är gröngula och sitter ungefär tio tillsammans i horisontella till upprätta knippen på ett långt skaft med ett stödblad på mitten. Detta blad fungerar som ett segel vid fröspridningen. Frukten är en nöt, 6–7 mm lång.[källa behövs]

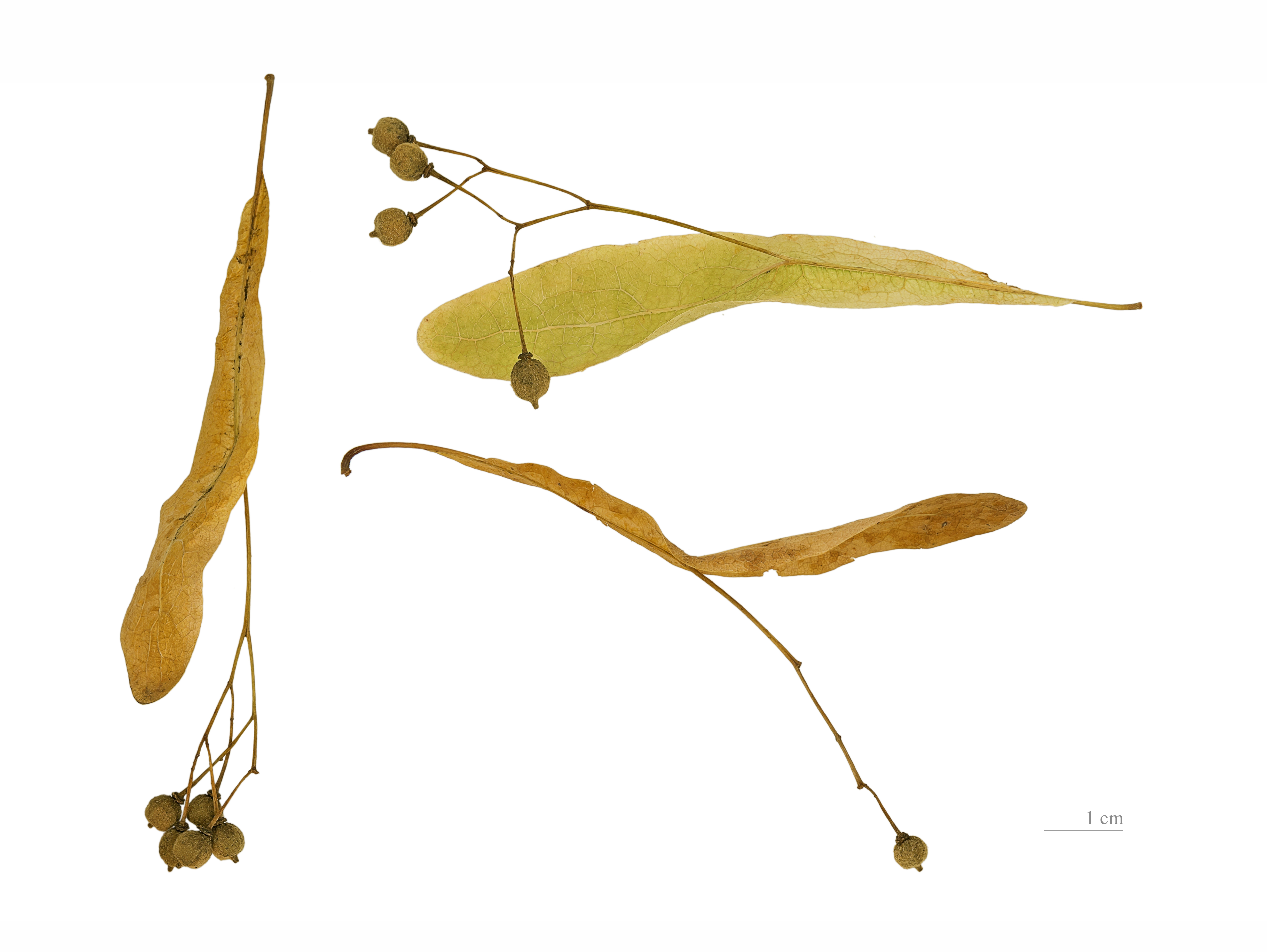
”Seglet”.

Linden står i blom under ungefär två veckor. I Sverige börjar blomningen tredje veckan i juli längs Götalands kustområden. Blomningstiden flyttar efter hand norrut och når lindens nordgräns i augusti.[källa behövs]

## Habitat
Linden förekommer vild i större delen av Europa och nordvästra Asien. I Sverige finns den tämligen allmänt i skogar och lundar norrut till Ångermanland, framförallt i mellersta Sverige.
Odlad är den vanlig i parker och trädgårdar.

## Användning

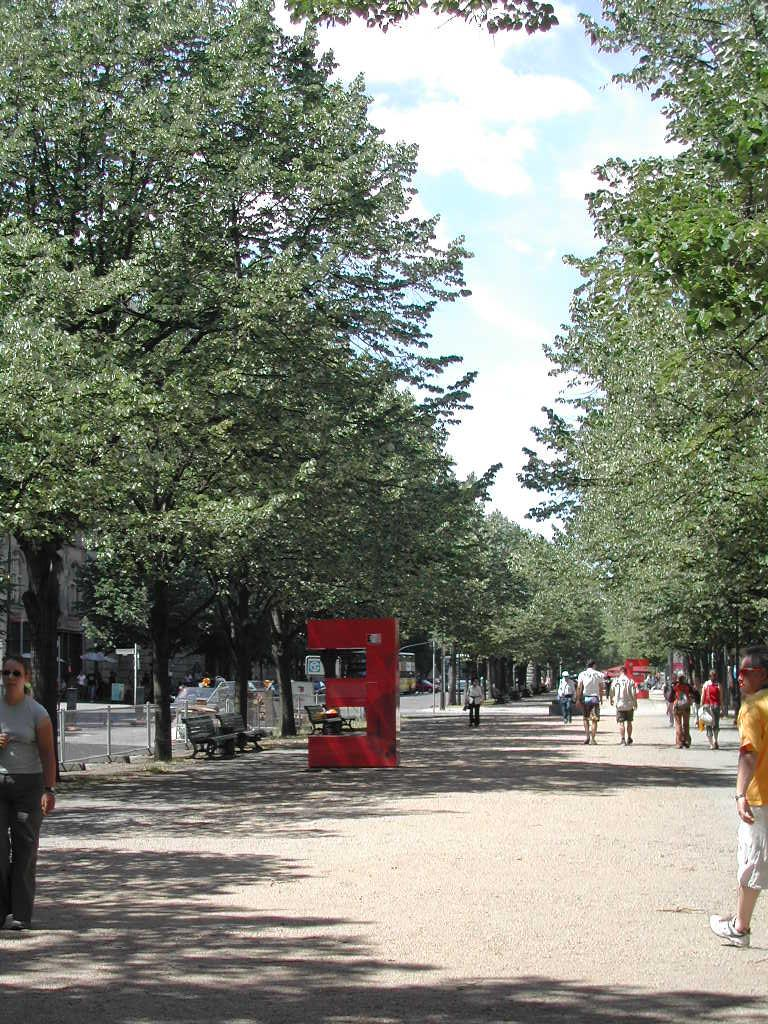
Berlins paradgata "Unter den Linden"
Nutida namn på gatan med lindar, som man har kunnat promenera under sedan 1600-talet

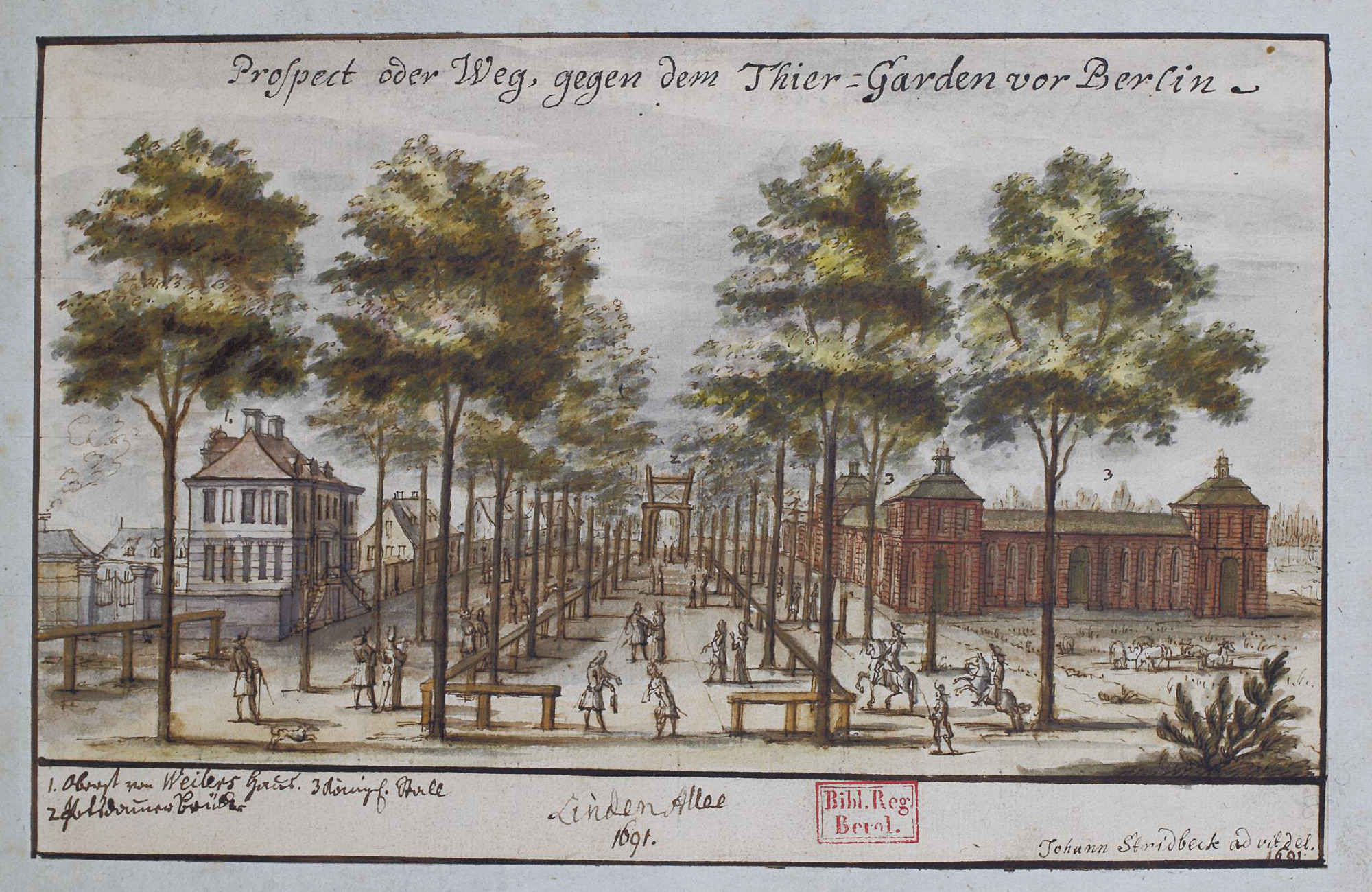
Lindenallee, 1691
Akvarell av Johan Stridbeck (1865 – 1714)

Lindträ är ganska mjukt och används till sniderier, och bland annat till lådsidor i äldre snickeri. Lind spricker inte, men kan ändra form något när blött trä torkar.
Förkolnad lind, som kan hämtas ur en nedbrunnen brasa, kan användas som ritkol.
Linden är ett av de träd som förr hamlades till kreatursföda.[källa behövs]
Linden var förr[när?] en viktig källa för bast till korgar och mattor samt till ombindning inom trädgårdsmästeri. Därav bäste, som dialektalt namn på lind.
Bin och andra insekter besöker gärna blommorna, som ger rikligt med nektar, så rikligt att den kan droppa ut, innan insekterna hunnit förse sig. Av denna anledning ska man inte parkera sin bil under en blommande lind, då annars tak och motorhuv kan bli helt nedkladdat. Ibland är kladdet dock inte nektar, utan så kallat honungsdagg, utsöndrat av till insekter såsom bladlöss vilka dväljs bland lindblommorna.
Enligt folklig tradition gäller att vattnet blivit tillräckligt varmt för friluftbad, när linden blommar.[källa behövs]

### Medicinsk användning
Inom folkmedicinen används lindblommor främst som "örtte" vid förkylningar.
I den svenska farmakopén ingick förr lind i form av blommor (Tiliæ Flores), bark (Cortex interior) och kol (Carbones).

## Kulturellt
- Lind är Bohusläns landskapsträd.[6] Förebilden torde dock inte vara skogslind, utan den besläktade art, som heter just bohuslind, Tilia platyphyllos Scop..

- "Blomsterkungen" Carl von Linnés far antog namnet Linné inspirerad av en ståtlig lind i Småland i hembygden, och som familjen beundrade. En av Carls bröder antog sedermera namnet Tilliander efter det namn Tilia, som Carl myntat för lindsläktet.[källa behövs]

- Lindar förekommer ofta i folkvisor och ballader, inte sällan i omkvädet. I avsnittet om balladen "Linden" ("Jungfrun förvandlad till lind") i Svenska folkvisor från forntiden (1816) skriver författarna att "Linden anses ännu af Allmogen såsom helig och räknas bland Boträd, det är, sådana träd, under hvilka Elfvor, Tomtar och Lindormar älska att vistas." [7]
- Lindblomste spelar en viktig roll i romanen På spaning efter den tid som flytt.

## Bygdemål
| Namn     | Trakt         | Förklaring                                                                                               | Referens |
| -------- | ------------- | --- | -------- |
|          |               | |          |
| Bäste    | Västergötland | Bäste torde ha med det bast att göra, som kan utvinnas från lind                                         | [ 4 ]    |
| Barrlind |               | Detta är en vilseledande beteckning för idegran, Taxus baccata L., som inte alls är besläktad med lindar | [ 8 ]    |

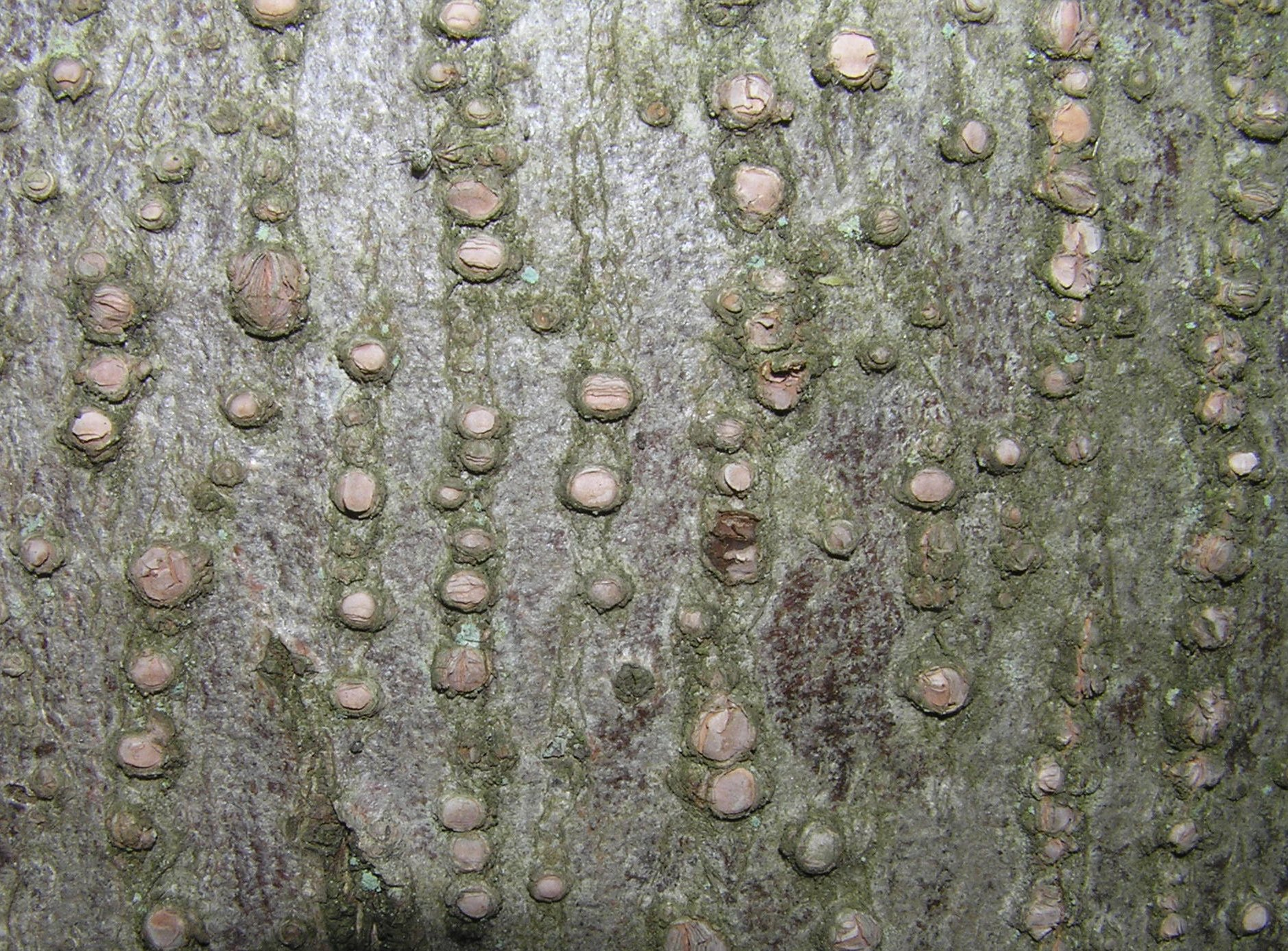
Lind skjuter ofta skott längs hela stammen. Här har årsskott rensats.
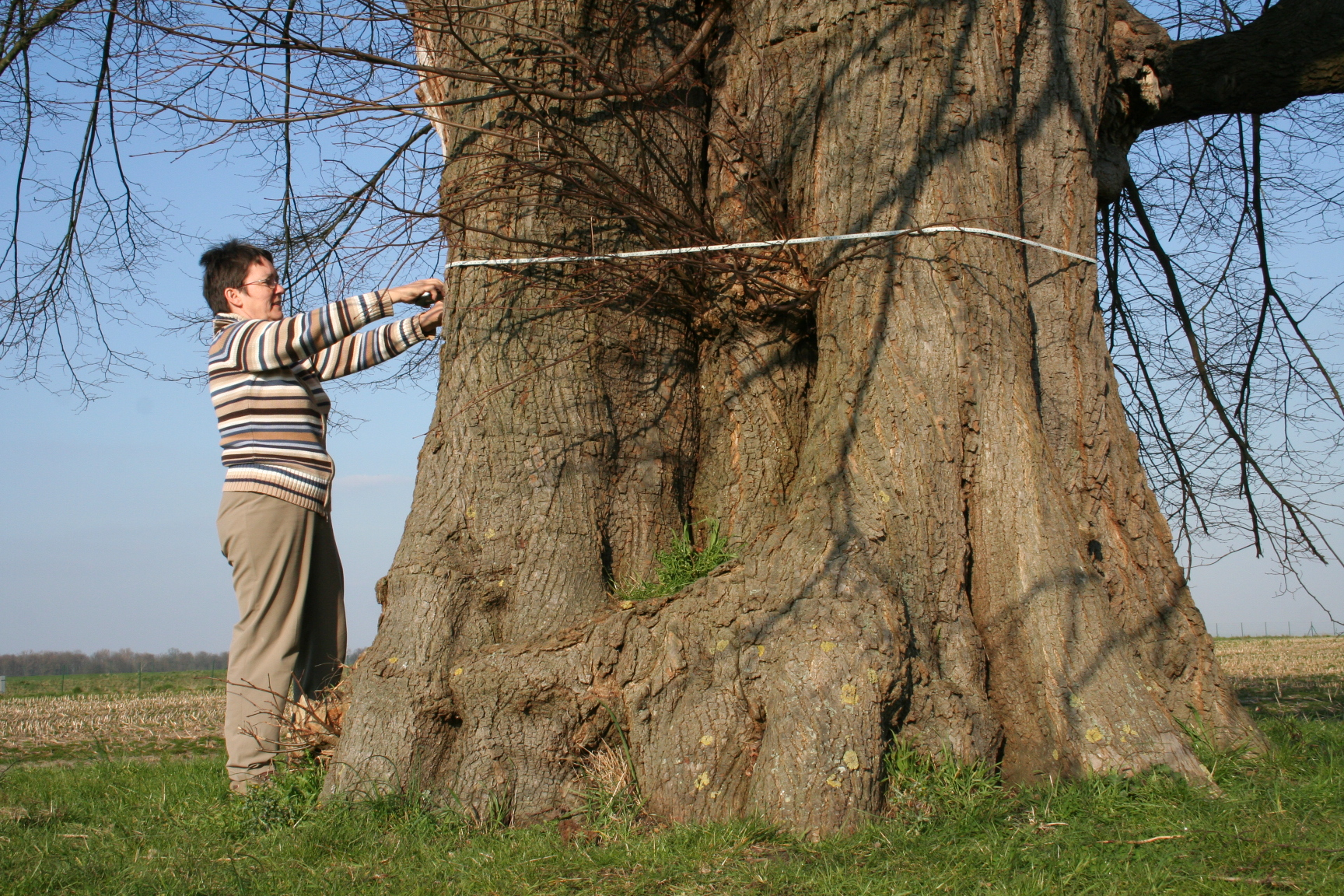
Gamla lindar kan få riktigt grov stam.
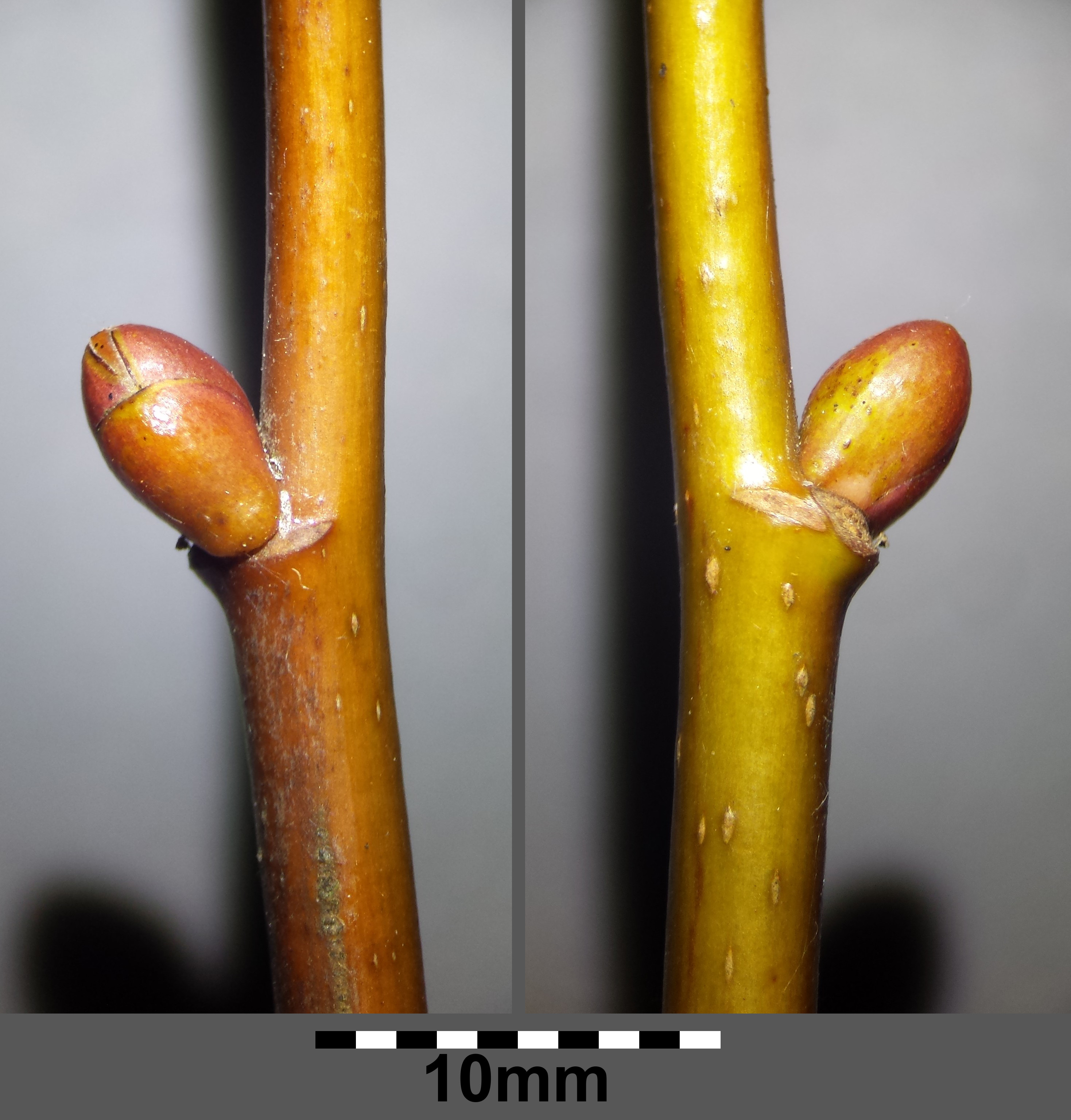
Knopp ansatt i december på kvist från föregående år Bilderna visar fram- och baksida på samma knopp.
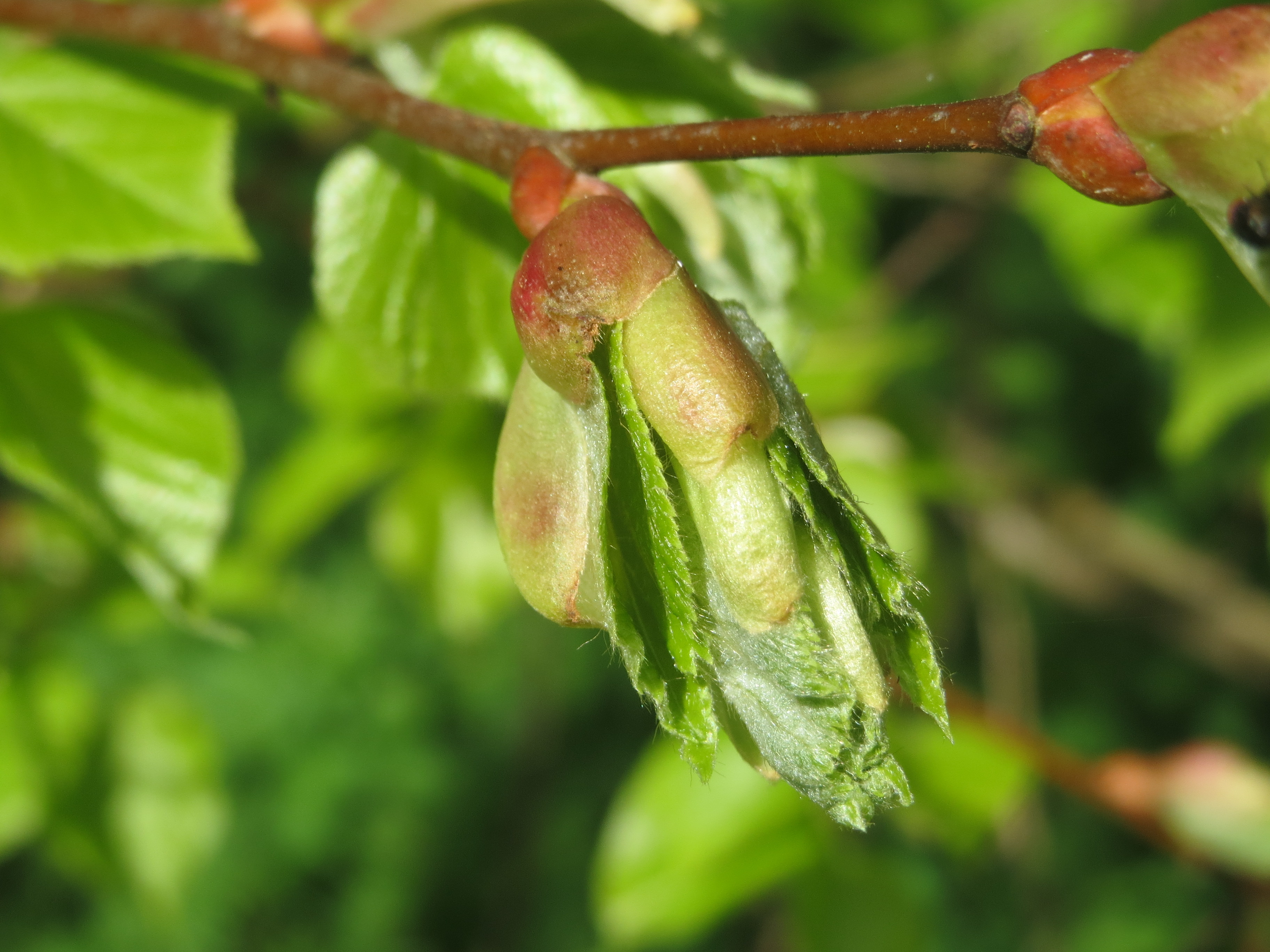
Bladsprickning i april.
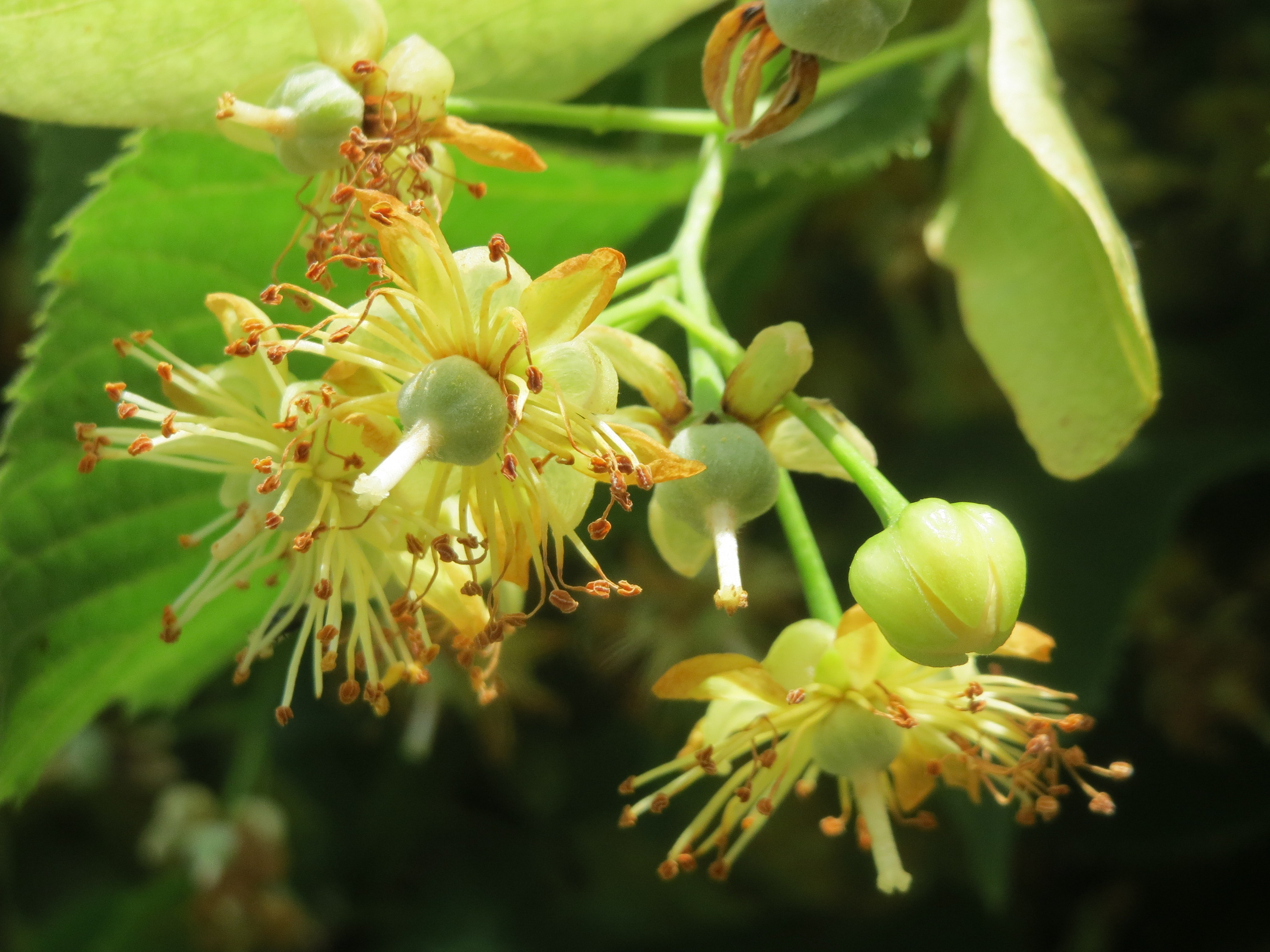
En enda pistill i mitten omgiven av stort antal ståndare Juni månad.
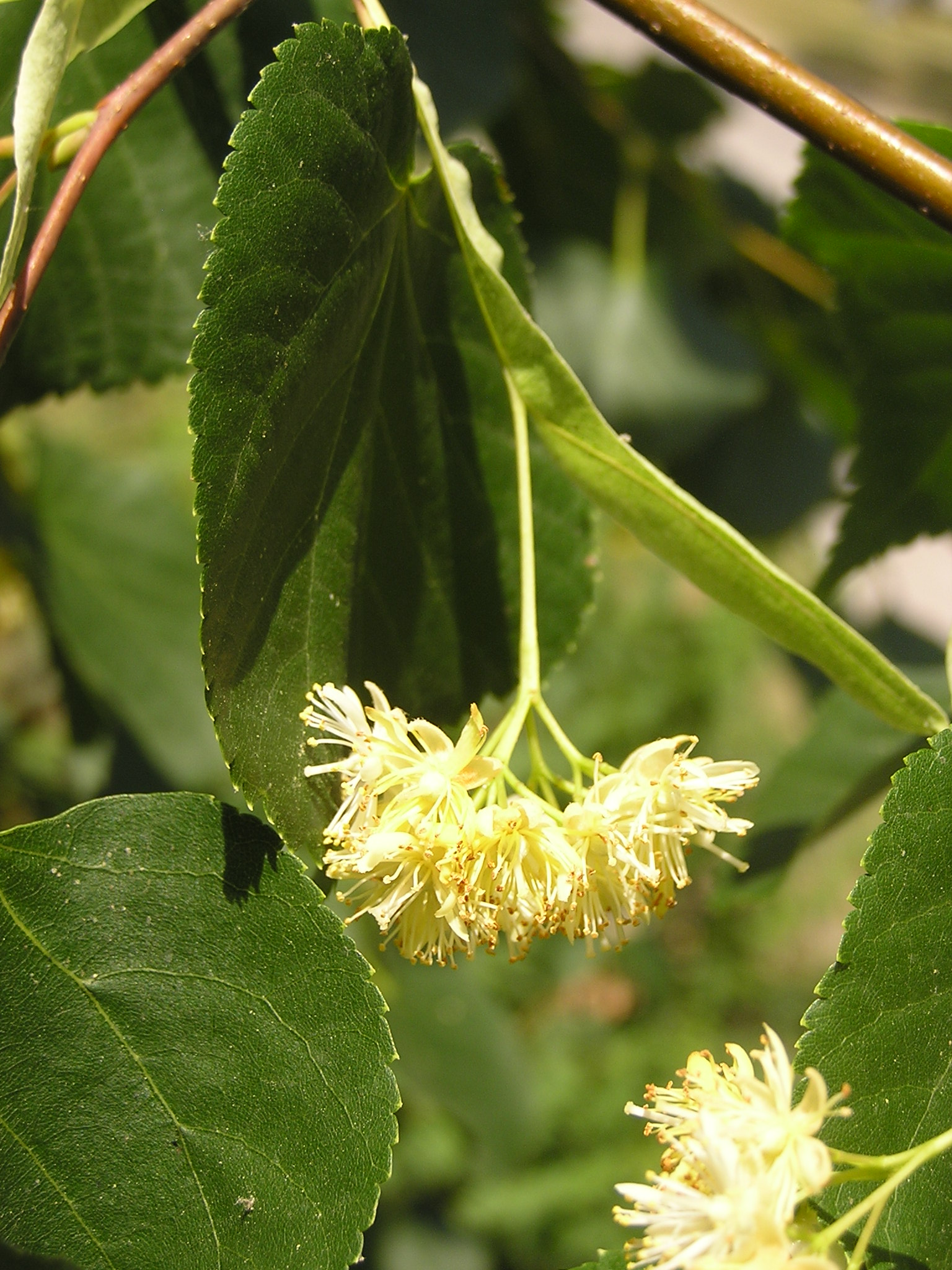
Typisk hängande blomklase.
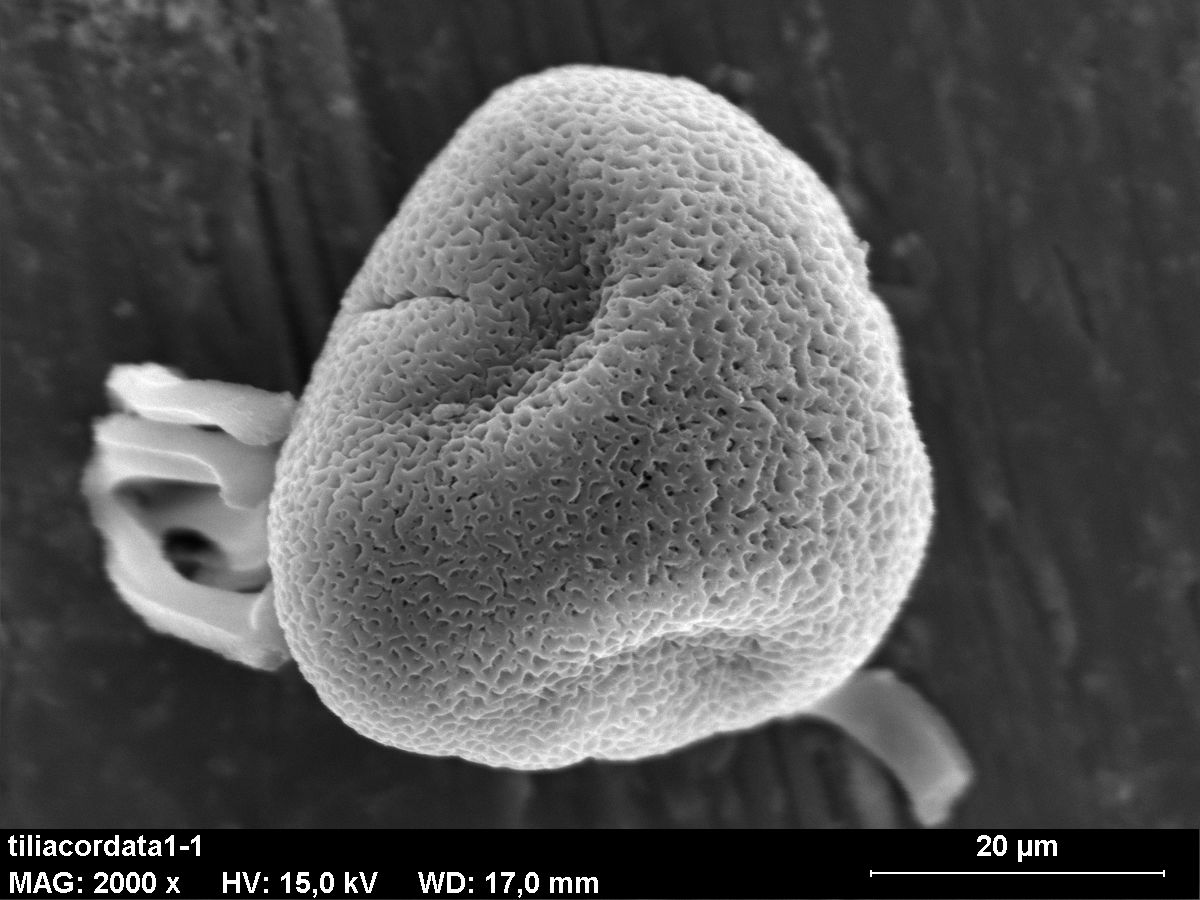
Pollenkorn Lägg märke till skalan i nedre, högra hörnet.
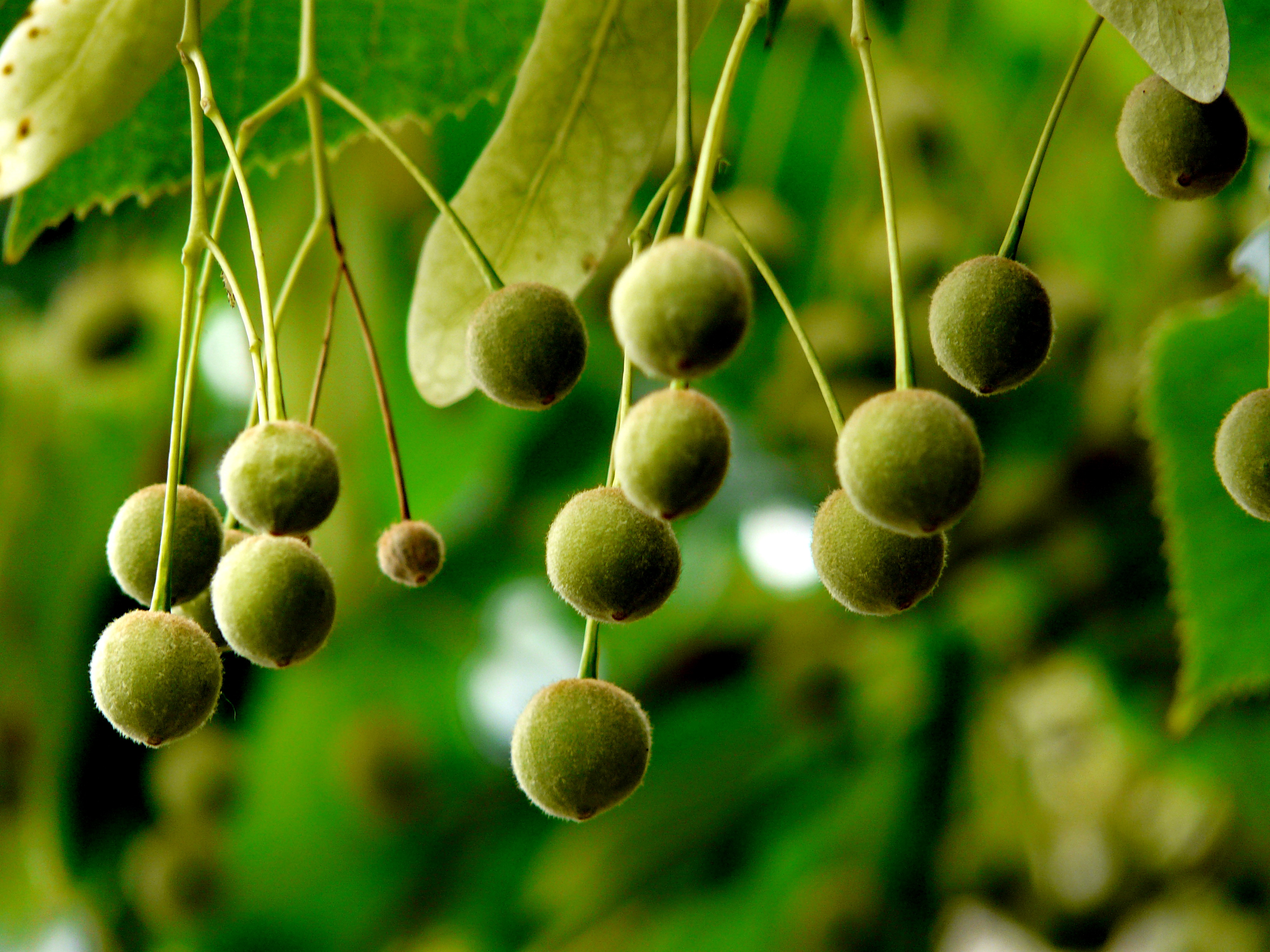
Halvmogna frukter.
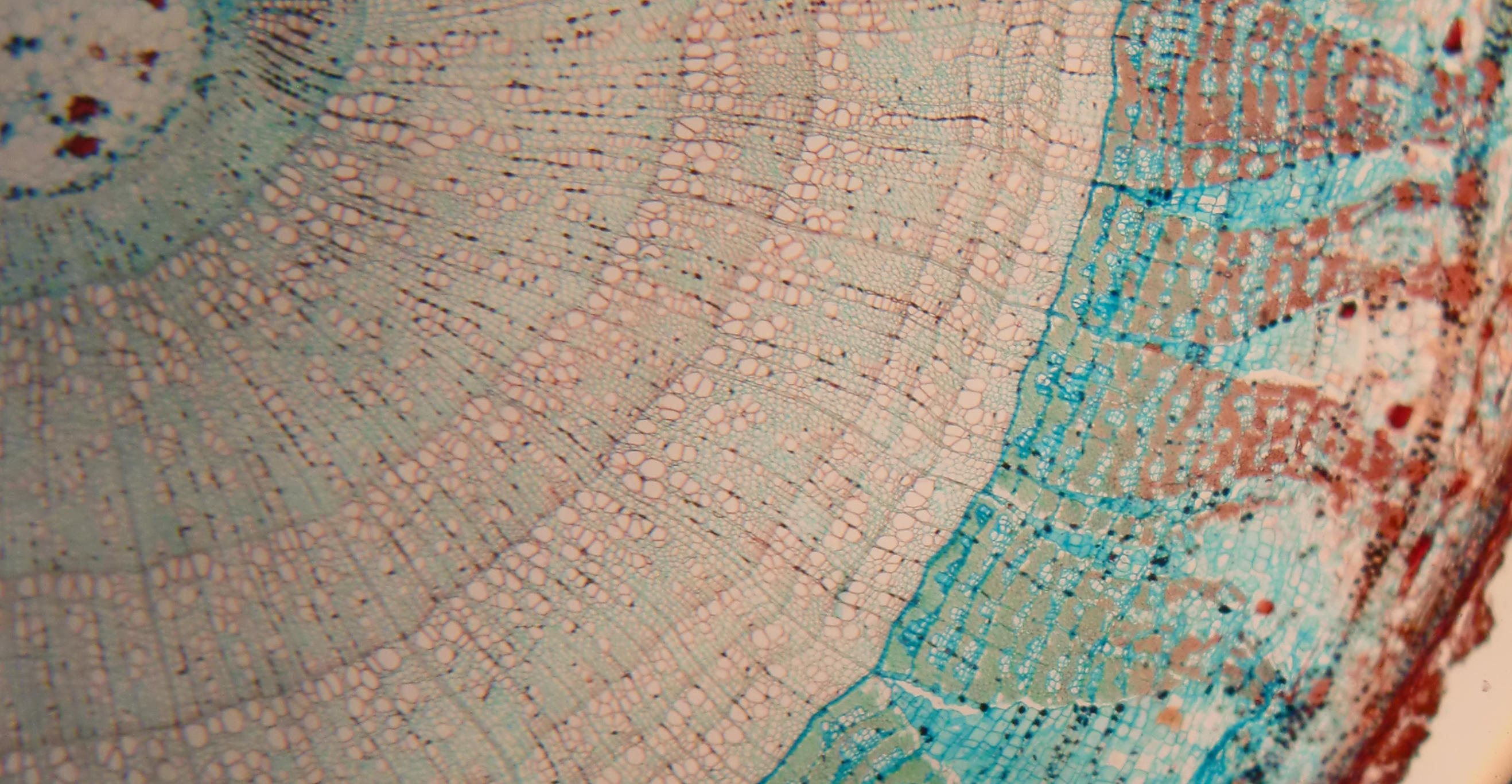
Tvärsnitt av en några år gammal gren Bark till höger, årsringar och tvärgående märgstrålar. Snittet inte helt färskt.
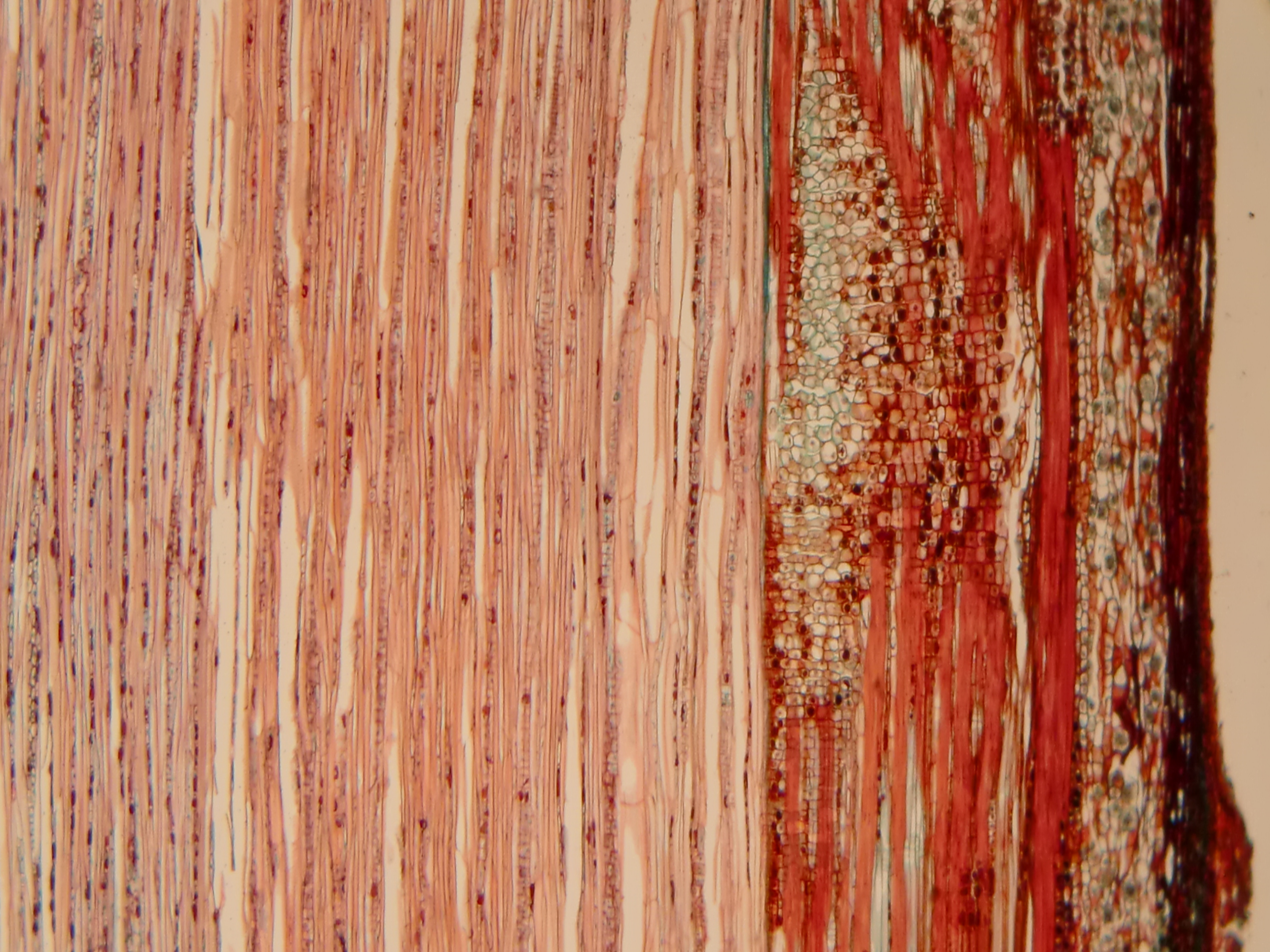
Längssnitt av gren Veden kan vara mycket ljusare än vad just denna bild visar.
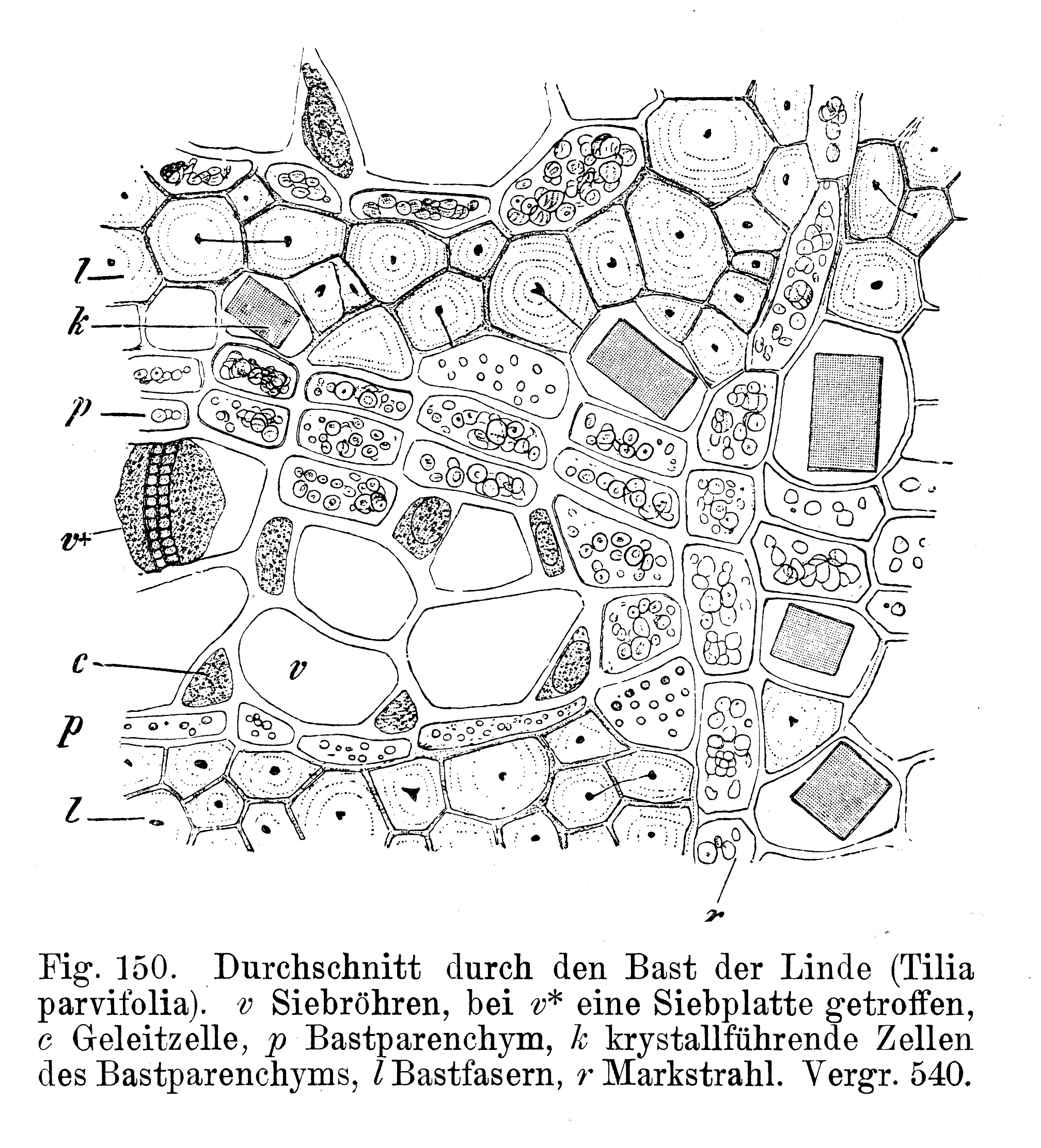
Tvärsnitt av ett stycke bast Anatomin visas i stark förstoring.